# Frettenham
Frettenham is een civil parish in het bestuurlijke gebied Broadland, in het Engelse graafschap Norfolk met 740 inwoners.